# Lucius Caecilius Jucundus
Lucius Caecilius Jucundus est un banquier romain né en 9 avant notre ère et sa mort serait due au tremblement de terre survenu à Pompéi le 5 février 62. Nous avons peu d’informations personnelles sur la vie de Lucius Caecilius Jucundus mais, grâce aux travaux de Jean Andreau, on sait que le père de Jucundus était un affranchi et banquier prénommé Félix et qu'il résidait à Pompéi. En effet, ce dernier entre dans le secteur bancaire en 27 de notre ère, et dès 58 de notre ère, il est considéré comme l’un des banquiers les plus prospères de Pompéi : néanmoins Lucius Caecilius Jucundus s’occupe uniquement des ventes aux enchères, c’est un banquier de type « argentarius ». Le nombre d’enfants de Lucius Caecilius Jucundus n’est pas clairement défini, néanmoins, d’après les historiens, il en a probablement deux : Sextus Caecilius Lucundus Metellus et Quintus Caecilius Lucundus.
De nombreux esclaves travaillent pour le compte de Lucius Caecilius Jucundus et on constate que Jucundus a de nombreuses relations avec des personnes appartenant à la classe supérieure. Par ailleurs, Jucundus habitait dans la maison numéro vingt-six de la région V et il est extrêmement probable qu’elle lui ait appartenu. A l’intérieur de sa maison, il y a la présence de nombreuses inscriptions sur les différents murs et les archéologues ont découvert la présence d’une amphore. Selon Jean Andreau, sa « maison est confortable et spacieuse ». Cependant, la maison de Lucius Caecilius Jucundus a connu de nombreux dommages et de destructions durant le tremblement de terre de Pompéi.
Par ailleurs, Lucius Caecilius Jucundus fait campagne aux élections municipales, mais ce dernier ne s’est pas porté candidat aux magistratures.

## Vie professionnelle
Grâce à son métier de banquier, Lucius Caecilius Jucundus détient de nombreux registres privés sur des tablettes de cire. Ces tablettes de cire ont été découvertes en 1875 probablement dans l’enceinte de sa maison. Aujourd’hui, 153 tablettes ont été retrouvées par les historiens car malheureusement de nombreuses d’entre elles ont été détruites à la suite de l’éruption du Vésuve. Ces tablettes sont principalement en bois, de forme rectangulaire de 12 à 15 centimètres de longueur et de 10 à 12 centimètres de largeur. Selon Jean Andreau, les tablettes de cire de Jucundus peuvent être définies comme « des attestations ou des reconnaissances de paiement relatives à des opérations commerciales ». De plus, le texte présent sur ces tablettes est généralement gravé dans de la cire ou écrit à l’aide d’une encre noire. Ces tablettes permettent de montrer l’activité professionnelle de Lucius Caecilius Jucundus : grâce à ces dernières, on constate que sa clientèle est principalement osque. Ces tablettes de cire permettent également d’archiver les anciennes opérations bancaires de Lucius Caecilius Jucundus. Par ailleurs, l’utilisation extrêmement importante de ces tablettes par Jucundus démontre qu’il appartient à une élite aristocratique puisque l’utilisation de ce mode d’archive nécessite une alphabétisation : il y a néanmoins une faible alphabétisation chez les femmes à cette époque-là puisqu’elles sont nullement mentionnées sur aucune des tablettes du célèbre banquier.